# Closed for Winter
Closed for Winter è un film del 2009 diretto da James Bogle ed interpretato da Natalie Imbruglia.

## Trama
Elise, una bella donna, ha subito un trauma in gioventù. Cercando di scoprire il mistero dietro la scomparsa della sorella avvenuta venti anni prima mentre erano insieme su una spiaggia, causa del suo trauma, man mano scopre oscuri segreti della sua famiglia.

## Distribuzione
La pellicola in Australia è uscita il 23 aprile 2009.

## Accoglienza

### Incassi
La pellicola ha incassato 53.370 $ in australia.